# اورسوس الف

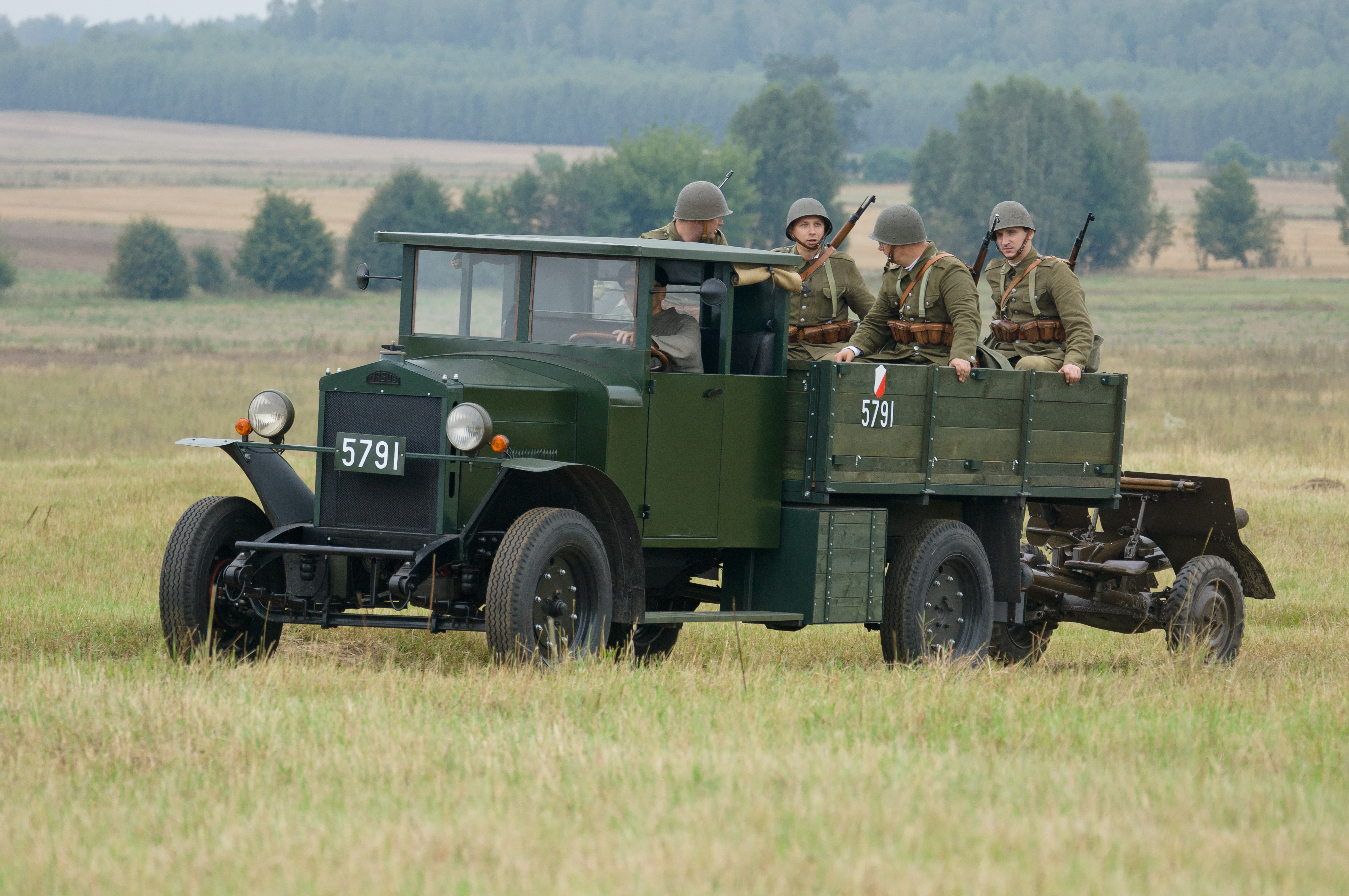
نمونه بازسازی شده.

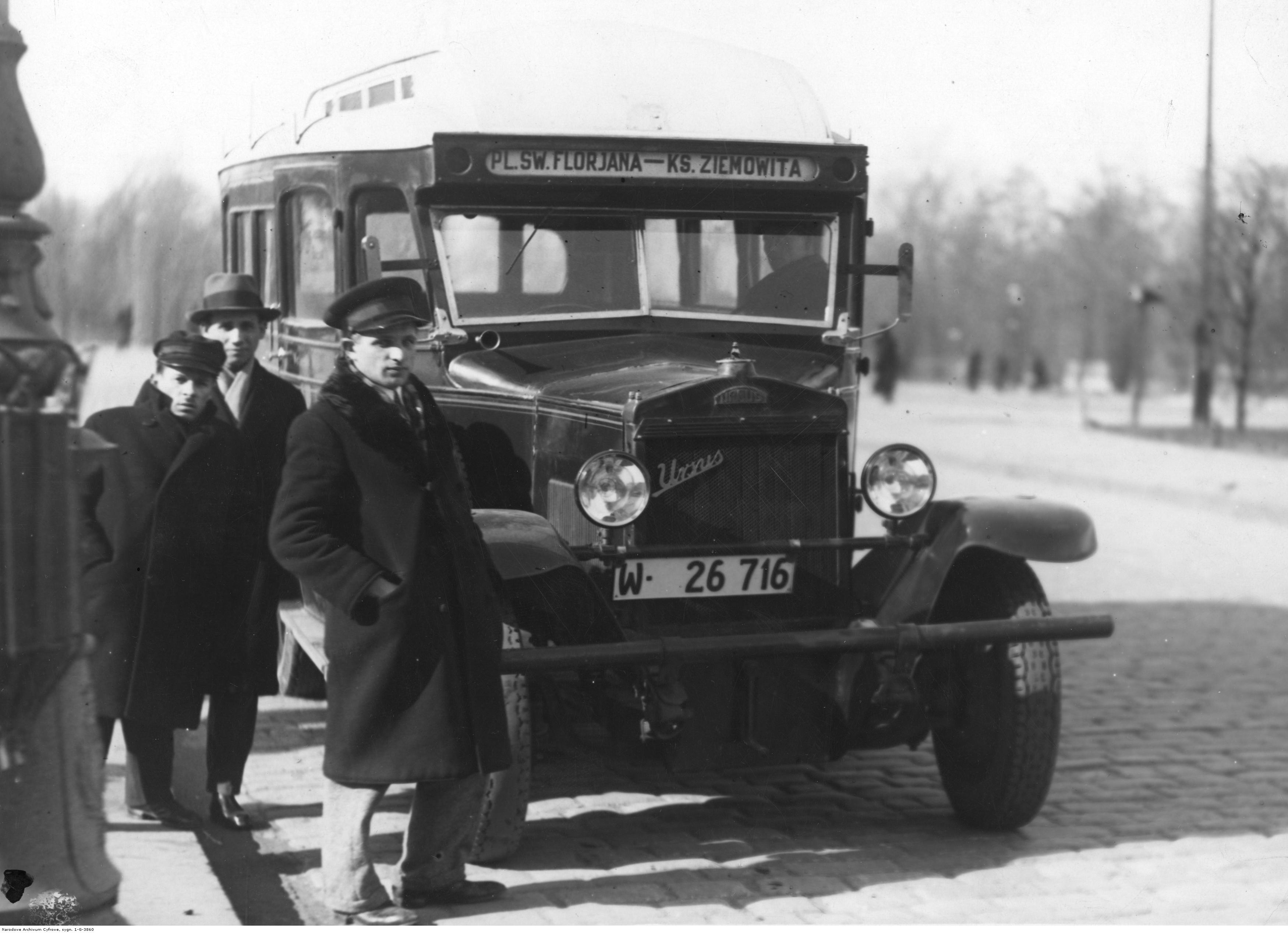
اتوبوس ساخته شده بر اساس شاسی اورسوس الف دبلیو

اورسوس الف سلسله کامیون‌ها و اتوبوس‌هایی بودند بر اساس خودروهای شرکت ایتالیایی .S.P.A توسط کارخانه اورسوس واقع در لهستان تولید گشتند.

## تاریخچه
در سال ۱۹۲۴ دولت لهستان تعداد زیادی ماشین باری و کامیون را به شرکت‌های ایتالیایی و فرانسوی سفارش داد تا ۱۰۵۰ خودرو را در سه مرحله که هر مرحله ۲۰۰ کامیون ۳ تن فرانسوی و ۱۵۰ کامیون ۱٫۵ تن ایتالیایی می‌شد به لهستان تحویل دهند. قرار بود به صورت مرحله‌ای شرکت‌های خارجی در لهستان اقدام به ایجاد کارخانه نمایند تا در نهایت لهستان نیز بتواند از این خودروها تولید کند. در ادامه اما به علت تولید کند خودروها، کامیون‌های فرانسوی به صورت مستقیم وارد گشتند و تولید کامیون‌های ایتالیایی در لهستان ادامه پیدا کرد تا بالاخره در سال ۱۹۲۸ اولین گروه تولیدی شامل ۵۴ کامیون اورسوس الف از خط تولید خارج شدند.
اورسوس الف برای شرایط سخت آب و هوایی لهستان و جاده‌های نامطلوب آن بر اساس کامیون‌های ایتالیایی طراحی گشته بود که تغییراتی از جمله میزان حمل بار بیشتر و سیستم خنک‌کننده ساده‌تر را شامل می‌گشت. مدل‌های اولیه این خودرو دارای یک اتاقک با سقف تاشو بودند که در نمونه‌های بعدی با اتاقک سقف ثابت جایگزین گشت. تا سال ۱۹۳۱ که تولید این خودرو به نفع خودرو فیات لهستانی ۶۲۱ کنار گذاشته شد ۸۸۴ خودرو از نمونه‌های مختلف اورسوس الف تولید گشتند که ۵۰۹ تا از آن‌ها برای بازار غیرنظامی بود.

## انواع
اورسوس الف: نمونه پایه
اورسوس الف ۳۰: بهبود قطعات شاسی
اورسوس الف دبلیو: نمونه طولانی شده که غالباً برای تولید اتوبوس استفاده گشت.
دبلیوزد. ۲۹: نمونه زره‌پوش بر اساس شاسی کامیون اورسوس الف.